# Тодеско, Эдуард
Эдуард фон Тодеско (нем. Eduard von Todesco; 1 апреля 1814, Вена — 17 января 1887, там же) — австрийский предприниматель, банкир и филантроп.

## Биография
Эдуард фон Тодеско происходил из румынской еврейской семьи Тодеску. Вместе с братом Морицем Эдуард с 1848 года возглавлял торговый дом Hermann Todesco’s Söhne и аффилированный с ним частный банк. С 1858 года братья Тодеско также являлись собственниками Мариентальской текстильной фабрики. В 1861 году Эдуард Тодеско был возведён императором Францем Иосифом I в рыцарское сословие, а в 1869 году получил баронский титул.
Эдуард фон Тодеско был женат на Софии Гомперц (1825—1895), сестре философа и филолога Теодора Гомперца. София фон Тодеско держала в Вене один из наиболее влиятельных литературных салонов своего времени. Дочь Эдуарда и Софии Тодеско Анна лечилась у Зигмунда Фрейда и известна как его пациентка Цецилия М. Её сын и внук Эдуарда Тодеско — физик Роберт фон Либен. Праправнуком Эдуарда Тодеско являлся финансовый менеджер Rolling Stones Руперт Левенштайн.
В 1861—1884 годах Эдуард фон Тодеско построил на Кернтнерштрассе в Вене здание в неоренессансном стиле, насчитывавшее около 500 комнат. Дворец Тодеско считается одним из наиболее известных произведений так называемого стиля эпохи Рингштрассе. Поначалу во дворце проживали члены семьи, позднее около двух третей площади были приобретены Габриэлой фон Оппенгеймер.
Похоронен на Дёблингском кладбище.